# Warlubie (gromada)
Warlubie – dawna gromada, czyli najmniejsza jednostka podziału terytorialnego Polskiej Rzeczypospolitej Ludowej w latach 1954–1972.
Gromady, z gromadzkimi radami narodowymi (GRN) jako organami władzy najniższego stopnia na wsi, funkcjonowały od reformy reorganizującej administrację wiejską przeprowadzonej jesienią 1954 do momentu ich zniesienia z dniem 1 stycznia 1973, tym samym wypierając organizację gminną w latach 1954–1972.
Gromadę Warlubie z siedzibą GRN w Warlubiu utworzono – jako jedną z 8759 gromad na obszarze Polski – w powiecie świeckim w woj. bydgoskim, na mocy uchwały nr 24/12 WRN w Bydgoszczy z dnia 5 października 1954. W skład jednostki weszły obszary dotychczasowych gromad Warlubie (bez przysiółków Borowy Młyn i leśniczówka Kuźnica i bez leśniczówki Czerwińsk), Buśnia, Płochcin, Płochcinek i Kurzejewo oraz PGR Rulewo z dotychczasowej gromady Białe Błota ze zniesionej gminy Warlubie w tymże powiecie. Dla gromady ustalono 27 członków gromadzkiej rady narodowej.
31 grudnia 1959 do gromady Warlubie włączono wieś Bzowo ze zniesionej gromady Bzowo w tymże powiecie.
31 grudnia 1961 do gromady Warlubie włączono wsie Wielki Komórsk, Komórsk, Krusza i Osiek ze zniesionej gromady Wielki Komórsk w tymże powiecie.
Gromada przetrwała do końca 1972 roku, czyli do kolejnej reformy gminnej. 1 stycznia 1973 w powiecie świeckim reaktywowano gminę Warlubie.